# Einkommensverteilung in Ungarn
Die Einkommensverteilung in Ungarn betrachtet die Verteilung der Einkommen in Ungarn. Bei der Analyse der Einkommensverteilung wird im Allgemeinen zwischen der funktionalen und der hier behandelten personellen Einkommensverteilung unterscheiden. Die personelle Einkommensverteilung betrachtet wie das Einkommen einer Volkswirtschaft auf einzelne Personen oder Gruppen (z. B. Privathaushalte) verteilt ist und zwar unabhängig davon, aus welchen Einkommensquellen es stammt. Die personelle Verteilung von Einkommen wird von Eurostat meist auf Basis von verfügbaren Äquivalenzeinkommen gemessen, diese bezeichnet das verfügbare Einkommen der Mitglieder eines Haushalts auf Personenebene. Bei der Deutung statistischer Daten ist die unterschiedliche Verwendung des Begriffs Einkommen zu beachten, weil dabei zwischen Bruttoeinkommen, Einkünften, zu versteuerndem Einkommen und Nettoeinkommen oder verfügbarem Einkommen unterschieden werden muss.

Im Jahr 2017 betrug der Gini-Koeffizient der verfügbaren Äquivalenzeinkommen für Ungarn 28,1, womit Ungarn zu den gleichverteiltesten Ländern Europas zählt.

## Entwicklung der Einkommensverteilung
Seit dem Jahr 2005 stiegen in Ungarn das verfügbare Durchschnitts- und Medianeinkommen. Das verfügbare Durchschnittseinkommen liegt im Jahre 2017 bei 5.589 € und das Medianeinkommen desselben Jahres beträgt 4.988 Euro. Während die Ungleichheit der Einkommensverteilung in Ungarn von 2005 bis 2010 tendenziell zurückging, stieg sie seit 2010 stetig. Der Gini-Koeffizient erhöhte sich von 24,1 % im Jahre 2010 auf 28,1 % im Jahre 2017.

## Indikatoren der Einkommensungleichheit
Die Indikatoren der Einkommensungleichheit dienen dazu, das Ausmaß der Einkommensungleichheit anhand der Verteilung der verfügbaren Einkommen in Ungarn zu quantifizieren. Darunter versteht man die Einkommensverteilung nach direkten Steuern, Sozialabgaben und inklusive öffentlicher (z. B. Sozialhilfe, Arbeitslosengeld) und privater (z. B. Unterhalt) Transfers.

### Durchschnitts- und Medianeinkommen

Mittelwert und Median der Einkommen in Ungarn 2005–2018; bereinigt mittels HVPI (2015 = 100)

Das verfügbare Durchschnittseinkommen ist in Ungarn seit dem Jahre 2005, bis 2018, mit wenigen Unregelmäßigkeiten stetig angestiegen. Einen kleinen Einbruch hat es kurz nach der Finanzkrise von 2008 gegeben. So gesehen, hat sich das verfügbare Äquivalenzeinkommen von 4.000 € im Jahre 2005 auf 6.100 € im Jahre 2018 verbessert.
Das Medianeinkommen liegt unter dem Durchschnittseinkommen in Ungarn, dies bedeutet, dass die Einkommensverteilung rechtsschief ist. Eine große Differenz zwischen Median- und Durchschnittseinkommen weist auf eine stark ungleiche Verteilung der Einkommen hin. Das verfügbare Medianeinkommen für Ungarn lag im Jahre 2005 bei 3.500 € und bewegte sich auf 5.500 € im Jahre 2018 zu. Die Entwicklungen der Durchschnitts- und Medianeinkommen zeigen den Einbruch der Einkommen während der Finanzkrise von 2008 – beide sind zurückgegangen. Das durchschnittliche Einkommen lag stets über dem Median-Einkommen in Ungarn.
Betrachtet man die realen Einkommen, bereinigt mit dem harmonisierten Verbraucherpreisindex (HVPI) erkennt man, dass die realen durchschnittlichen Einkommen stagnieren bzw. relativ konstant zwischen 5.000 € und 6.500 € in Ungarn liegen. Die realen Medianeinkommen liegen zwischen 4.500 € und 5.500 €.

Entwicklung des Gini-Koeffizienten der verfügbaren Einkommen nach OECD und Eurostat Daten über die Jahre 1991 bis 2018.

### Gini-Koeffizient der verfügbaren Einkommen

Entwicklung des Gini-Koeffizienten der Einkommen im Vergleich mit Ungarn, Österreich, Slowakei und dem EU27 Durchschnitt.

Ein beliebtes Mittel zur Veranschaulichung der Einkommensverteilung ist der Gini-Koeffizient. Ein Gini-Koeffizient von 0 entspricht einer absoluten Gleichverteilung der Einkommen, bei einem von Wert 1 läge hingegen eine Situation der absoluten Ungleichheit vor, in der eine Person oder ein Haushalt über das gesamte Einkommen verfügt.
Erste Daten wurden von der OECD im Jahr 1991 gesammelt und weisen für Ungarn einen Gini-Koeffizienten von 0,273 auf. Von da an stieg dieser Wert über die Jahre hinweg stetig und erreichte seinen vorläufigen Höhepunkt 1994 mit einem Wert von 0,299. Diese Höchstmarke wurde erst 2003 mit 0,303 überboten, worauf wieder ein Abschwung folgte. Der zuletzt beobachtete Zeitraum zeigte erneut ein Ansteigen des Gini-Koeffizienten. Dieser betrug im Jahr 2012 0,29.
Der Vergleich der OECD Datensammlung mit jener der Eurostat EU-SILC Erhebung zeigt deutliche Unterschiede in der Interpretation des Gini-Koeffizienten der verfügbaren Einkommen für Ungarn. Beginnend mit einem Koeffizienten von 0,26 im Jahr 2001, liegt dieser weit unter jenem Wert, welcher durch die OECD Datenerhebung hervor geht (0,293). Nachdem dieser Wert bis zum Jahr 2002 stetig sinkt, steigt dieser rapide an und erreicht im Jahr 2006 einen Höchstwert von 0,333. Ebenso rasch fällt der Gini-Koeffizient wiederum bis ins Jahr 2010. Von da an konnte ein beständiges Steigen des Indexes beobachtet werden. Im Jahr 2018 betrug Ungarns Gini-Koeffizient der verfügbaren Einkommen 0,287.
Der Vergleich mit dem EU27-Durchschnitt sowie den Nachbarländern Österreich und der Slowakei zeigt, dass der Gini-Koeffizient niedriger als der Durchschnitt der EU27-Staaten ist. Jedoch stieg der Index in den letzten Jahren über die Werte von Österreich und der Slowakei. Dies kann als steigende Ungleichheit gegenüber den genannten Nachbarländern, beginnend mit dem Jahr 2010 interpretiert werden. Der plötzliche Sprung des Gini-Koeffizienten im Jahr 2006 nach EU-SILC Daten ist soweit noch unerklärt.

Entwicklung des Einkommensquintilverhältnisses aufgesplittet nach Geschlecht

### Einkommensquintilverhältnis (S80/S20)
Eine weitere Methode, um die Ungleichverteilung der Einkommen zu betrachten ist die S80/S20-Ratio. Diese vergleicht das Einkommen der reichsten 20 % der Bevölkerung (oberstes Quintil bzw. 80. Perzentil) mit dem Einkommen der ärmsten 20 % der Bevölkerung (unterstes Quintil bzw. 20. Perzentil) und setzt diese ins Verhältnis.
Betrachtet man die Auswertung der EU-SILC Erhebung, so lässt sich feststellen, dass die Werte der Frauen und Männer nahezu parallel verlaufen. Mit Ausnahme des Jahres 2018 erzielen die Männer durchgehend höhere Werte. Am höchsten Punkt im Jahr 2006 beträgt das Einkommensquintilverhältnis für die Männer 5,7. Dies bedeutet, dass Männer des obersten Quintils ein um 5,7 Mal höheres Einkommen beziehen, als jene des untersten Quintils. Frauen des obersten Quintils hingegen beziehen zum selben Zeitpunkt ein um 5,3 Mal höheres Einkommen als Frauen des untersten Quintils.
Der Verlauf des Einkommensquintilverhältnisses zeigt einen hohen Ausschlag im Jahr 2006, jedoch gefolgt von einem Abschwung bis zum Jahr 2010, was als Verminderung der Ungleichverteilung interpretiert werden kann. In den Folgejahren kann ein erneuter Anstieg beobachtet werden, was eine Erhöhung der Ungleichheit abbildet.
Die bis 2017 höheren Werte für die Gruppe der Männer zeigen, dass bei diesen eine etwas höhere Ungleichverteilung zwischen dem obersten und den untersten Quintil herrschte. Seit 2013 lässt sich eine Veränderung dieses Trends beobachten: 2018 ist zum ersten Mal die Ungleichverteilung unter den Frauen höher als unter den Männern. Ob sich diese Entwicklung fortsetzen wird, werden zukünftige Erhebungen erst zeigen.
Die allgemein zunehmende Ungleichheit wird damit begründet, dass nach der Wirtschaftskrise die Kapitaleinkommen relativ zu den Arbeitseinkommen besonders stark eingebrochen sind. Der starke Anstieg des Einkommensquintilverhältnises (S80/S20) für das Jahr 2006 kann wie beim Gini-Koeffizienten nicht zufriedenstellend begründet werden.

### Geschlechtspezifisches Verdienstgefälle

Entwicklung des geschlechterspezifischen Verdienstgefälles über die Jahre 2008 bis 2017 im Vergleich mit dem EU27-Durchschnitt.

Das geschlechtsspezifische Verdienstgefälle, zumeist Gender-Pay-Gap genannt, veranschaulicht die Einkommensunterschiede zwischen Männern und Frauen. Der Gender-Pay-Gap wurde ebenfalls mit der EU-SILC Datenerhebung nach NACE2 Sektoren für alle Mitgliedsstaaten der Europäischen Union ermittelt. Im Sektor Industrie, Baugewerbe und Dienstleistungen zeigen sich interessante Entwicklungen:
Im Jahr 2008 liegt der Unterschied zwischen den Geschlechtern in Ungarn bei 17,5 % und somit nur knapp über dem EU27-Schnitt von 17,3 %. Im angesprochenen Sektor verdienen ungarische Frauen zu diesem Zeitpunkt also um 17,5 % weniger als ihre männlichen Kollegen. Nach einem anfänglichen Sinken vergrößert sich im Jahr 2009 der Verdienstunterschied, bis dieser im Jahr 2012 einen Höchstwert von 20,1 % erreicht. Von dort an fällt das geschlechtsspezifische Verdienstgefälle bis ins Jahr 2015 auf 14 % und liegt somit um 2,6 Prozentpunkte unter dem Durchschnitt der EU27-Staaten. Ein minimaler Anstieg auf 14,2 % ist im Jahr 2017 zu erkennen.

Entwicklung des Top 10 % Anteils am Gesamteinkommen in Ungarn und im Vergleich zum EU-27 Durchschnitt (2005–2017)'

### Top 10% Anteil am Gesamteinkommen
Der Top 10 % Anteil beschreibt, welchen Anteil am gesamten nationalen Äquivalenzeinkommen die oberen 10 % der Bevölkerung erhalten. In Ungarn verfügten die verdienststärksten 10 % der Bevölkerung 2017 über 22 % der gesamten nationalen Äquivalenznettoeinkommen. Im gewichteten EU-Durchschnitt lag dieser Anteil 2017 bei 23,8 %. Ungarn liegt in dieser Hinsicht unter dem EU-Durchschnitt – Arbeitseinkommen ist gleicher verteilt in Ungarn verglichen mit den anderen OECD-Ländern. Gleichzeitig ist auch ein stetiger Anstieg der Top 10 % Anteil am Gesamteinkommen seit dem Jahre 2010 zu beobachten – die Einkommensungleichheit in Ungarn hat seitdem zugenommen.

| Jahr | Durchschnittliches Einkommen in EUR | Median- Einkommen in EUR | Gini- Koeffizient | Einkommensquintils- verhältnis (S80/20) | Anteil der oberen 10% am Gesamteinkommen (Ungarn) |
| 2005 | 3.915                               | 3.447                    | 0,276             | 4,0                                     | 24,1                                              |
| 2006 | 4.586                               | 3.849                    | 0,333             | 5,5                                     | 23,7                                              |
| 2007 | 4.363                               | 3.936                    | 0,256             | 3,7                                     | 24,0                                              |
| 2008 | 4.827                               | 4.400                    | 0,252             | 3,6                                     | 24,6                                              |
| 2009 | 5.201                               | 4.739                    | 0,247             | 3,5                                     | 24,2                                              |
| 2010 | 4.631                               | 4.241                    | 0,241             | 3,4                                     | 24,0                                              |
| 2011 | 5.055                               | 4.493                    | 0,269             | 3,9                                     | 24,2                                              |
| 2012 | 5.250                               | 4.696                    | 0,272             | 4,0                                     | 23,8                                              |
| 2013 | 5.027                               | 4.449                    | 0,283             | 4,3                                     | 23,9                                              |
| 2014 | 5.124                               | 4.512                    | 0,286             | 4,3                                     | 24,0                                              |
| 2015 | 5.165                               | 4.556                    | 0,282             | 4,3                                     | 24,1                                              |
| 2016 | 5.396                               | 4.768                    | 0,282             | 4,3                                     | 23,8                                              |
| 2017 | 5.589                               | 4.988                    | 0,281             | 4,3                                     | 23,9                                              |

## Regionale Ungleichheit

Verfügbares Haushaltseinkommen nach NUTS-2 Regionen pro Person und Jahr in Kaufkraftstandards (2016).

In Ungarn ist das Einkommen unter anderem auch regional ungleich verteilt. Im Nordwesten von Ungarn ist das verfügbare Haushaltseinkommen pro Kopf deutlich höher als im Nordosten. Für 2016 zeigt die Statistik Werte zwischen 9.200 und 11.000 Kaufkraftstandards (KKS) pro Person und Jahr für das durchschnittlich verfügbare Haushaltseinkommen, wobei 11.000 KKS im Komitat Pest erreicht werden und die niedrigsten Werte von 9.200 KKS und 9.300 KKS in den nordöstlichen Regionen Nordungarn und Nördliche Große Tiefebene erreicht werden.
Ein ähnliches Bild wie bei der Verteilung der verfügbaren Haushaltseinkommen gibt es auch bei der von Armut und sozialer Ausgrenzung bedrohten Bevölkerung. In Regionen, in denen die Einwohner ein höheres verfügbares Haushaltseinkommen haben, ist auch die Armutsgefährdung geringer. Der Anteil der Bevölkerung, der von Armut oder sozialer Ausgrenzung bedroht ist, liegt zwischen 12,5 % in Westtransdanubien und 32,9 % in Nordungarn. Zum Vergleich: der Wert für ganz Ungarn liegt bei 19,6 %.

Diese Grafik zeigt den Anteil der an Armut oder sozialer Ausgrenzung bedrohten Bevölkerung Ungarns im Jahre 2016 (in Prozent)

Obwohl es noch immer große Ungleichheit zwischen den Regionen gibt, hat sie in den letzten Jahren abgenommen.

## Wirtschaftspolitische Hintergründe

### Aufstieg und Niedergang des post-sozialistischen Modell (1989–2010)
Nach dem Ende der Sowjetunion im Jahre 1989 lagen die wirtschaftlichen Hoffnungen Ungarns auf Klein- und Mittelunternehmen, die aus dem halb-marktwirtschaftlichen System der Kadar-Ära hervorgingen. Doch konnten sie dem globalen Wettbewerb nicht standhalten und es kam zu einem Zusammenbruch des Industriesektors in Ungarn, welcher eine soziale Katastrophe verursachte. Eine Million von insgesamt vier Millionen Arbeitsplätzen gingen auf diese Art verloren und die Arbeitslosen wurden auf die staatlichen Sozialleistungen angewiesen. Dieses Problem wurde versucht durch Anlockung ausländischer Direktinvestitionen (FDI) zu lösen. Der Grundstein dazu war bereits im halb-offenen marktwirtschaftlichen Kadar-Regime gelegt worden. So wurde Ungarn zu Beginn der 1990er Jahre einer der bevorzugten Ziele von FDIs. Für einen weiteren wirtschaftlichen Aufschub sorgten Maßnahmen zur Eingliederung in die Europäische Union und das Aufbauen von Institutionen, die sich an dem „acquis communautaire“ der Europäischen Union orientierten. Im Zuge der EU-Osterweiterung verlor Ungarn als wichtigster FDI-Standort an Relevanz und begegnete zunehmende Konkurrenz aus den anderen mittel- und osteuropäischen Ländern. Der wirtschaftliche Druck soll, in einem heftiger polarisierten Parteiensystem, im weiteren Verlauf den Weg für den politischen Populismus und aufgeheizten Wahlkampf ebnen.
Zwischen 2002 und 2010 regierte die MSZP-SZDSZ Koalitionspartei in Ungarn. Ihr wirtschaftspolitisches Programm war auf die Förderung von wohlfahrtsstaatlichen Leistungen ausgerichtet. So hat die Regierung in diesem Zeitraum eine Gehaltserhöhung von 50 % für die 600.000 öffentlich Bediensteten eingeführt und die Versteuerung des Mindestlohnes abgeschafft. Zudem erhöhte sie die Familienbeihilfe um 20 % und dehnte sie auf einen 13. Monat aus. Weiters wurde in einer Testphase die Pension im 13. Monat für drei Millionen Pensionisten eingeführt. Die Interventionen wurden hauptsächlich durch staatliche Schulden, mangels erhöhter staatlicher Einnahmen, finanziert und ließ bis 2007 die gesamtstaatliche Schuldenquote von 52 % auf 65 % ansteigen.

### Das neue Wirtschaftsmodell: selektiver Nationalismus und selektiver Wohlfahrtsstaat (ab 2010)
FIDESZ gewann die Wahlen von 2010 und sicherte sich mit knapp über 50 % der Stimmen eine verfassungsändernde, 2/3-Mehrheit im Parlament. Seitdem hat die Regierung in Ungarn die „Spielregeln“ derart verändert, dass die Wahlen zwar frei, aber nicht fair sind. Die wichtigsten demokratischen Regeln wurden systematisch zu Gunsten der herrschenden Partei geändert und damit ihre Chancen im Amt zu bleiben erhöht. Die Kompetenzen des Verfassungsgerichtshofes wurden eingeschränkt und die meisten Medien der staatlichen Kontrolle unterworfen und ihre Rechte durch das Mediengesetz stark eingeschnitten.
Das wirtschaftspolitische Konzept von FIDESZ wird als selektiver Nationalismus beschrieben. Es beruht auf den staatlichen Protektionismus der einheimischen Akteure vor den Auswirkungen des Weltmarkts. Dieses Konzept wäre im vollen Umfang für Ungarn, als EU-Mitglied und als kleines Land ohne große Unternehmen, nicht umsetzbar. Wirtschaftspolitischer Nationalismus wird vor allem in Sektoren betrieben, die von staatlichen Aufträgen abhängen. In diesen Sektoren wird die Rolle der inländischen Schlüsselunternehmen durch die Regierung gefördert. Zudem sollen harte Regulierungen dafür sorgen, dass vermehrt (ausländische) Privatunternehmen an inländische Anbieter und an den ungarischen Staat übergehen. In den anderen Sektoren wie z. B. die Industrie wo ausländische Direktinvestitionen eine wichtige Rolle spielen, wird eine neo-liberale Politik eingefahren. Die Arbeitsmarktflexibilisierung und die Kürzungen der Sozialleistungen sind weitere Anzeichen des neoliberalen „work-fare“-Modells.
In der Steuerdebatte des wirtschaftspolitischen Nationalismus profitierten die Top-10 % der Steuerzahler von der allgemein eingeführten Pauschalsteuer von 16 %. Die Steuerlast für die Einkommensschwächeren stieg dabei erheblich. Auf der Arbeitgeber-Arbeitnehmer Beziehungsebene wurden die Gewerkschaften geschwächt, das soll gemeinsam mit der Arbeitsmarktregulierung weitere ausländische Investitionen ins Land locken. Insgesamt bleibt dieses Konzept sehr widersprüchlich, einerseits werden Anreize geschaffen und andererseits werden große Hindernisse aufgebaut. Niedrige Löhne, ein schwaches Wertschöpfungspotenzial der binnenmarktorientierten Wirtschaft, das niedrige Qualifikationsniveau der Beschäftigten und die notwendigen fehlenden öffentlichen Investitionen im Bildungs- und Ausbildungsbereich sowie ungünstige demographische Entwicklung und Risiken im Rentensystem sind einige Herausforderungen für eine nachhaltige und starke Wirtschaft in Ungarn.

### Weltwirtschaftskrise (2008–2010)
Die Weltwirtschaftskrise von 2008 hatte viele negative Folgen für die Menschen und die Wirtschaft in Ungarn. So stieg etwa die Staatsschuldenquote auf ein Rekordhoch von etwa 80 % kurz nach der Krise. Seitdem ist dieser Wert gesunken und lag im Jahre 2019 bei 67,5 %. Mit der Finanzkrise nahmen die öffentlichen Ausgaben zu – sehr viele Menschen wurden im öffentlichen Sektor angestellt und das hat zum Wirtschaftswachstum und zur Abmilderung der Rezession beigetragen. Die Weltwirtschaftskrise hatte auch eine negative Auswirkung auf die Arbeitslosenquote – sie betrug etwa 12 % im Jahre 2009 und war damit höher als vor der Krise. Weiterhin muss zwischen den verschiedenen Phasen der Wirtschaftskrise unterschieden werden. In der zweiten Hälfte des Jahres 2008 war die Krise hauptsächlich von Verlusten am Geldmarkt geprägt. Diese Verluste betrafen insbesondere diejenigen, die Wertpapiere und Ersparnisse hielten. In der Einkommensverteilungsstatistik ist diese Phase jedoch nicht direkt sichtbar. Die nächste Krisenperiode betraf die Haushalte über zwei Kanäle: Einerseits durch Prozesse am Geldmarkt in Zusammenhang mit der ungünstigen Entwicklung des Forint-Wechselkurses, welcher eine direkte Auswirkung auf diejenigen hatte, die über Devisenkredite für Wohnungs- oder Autokauf verfügten. Andererseits durch den Beschäftigungsrückgang und den Anstieg der Arbeitslosigkeit. Die Auswirkungen der letzten Phase der Krise realisierten sich im Rahmen der im Frühjahr 2009 angekündigten Austeritätsmaßnahmen (Kürzung der öffentlichen Ausgaben für die Bevölkerung, und die Wohlfahrtsrolle des Staates). In diesem Zusammenhang wurden die Pensionsausgaben (Entzug der 13. Monatspension), die Familienbeihilfen und die Sozialbeihilfe (maximale Anzahl an Beihilfen pro Haushalt) gekürzt.

### Arbeitsmarkt
Die Gesamtarbeitslosigkeitsrate lag bei etwa 8 % im Jahre 2014 und ist in den letzten Jahren gesunken und nähert sich dem OECD-Durchschnitt. Sie lag mit etwa 12 % kurz nach der Finanzkrise weit über dem OECD-Durchschnitt von etwa 8 %. Die Jugendarbeitslosigkeit (gemessen in NEET) liegt mit etwa 21 % über dem OECD-Durchschnitt von 17 %. Der Anteil der Langzeitarbeitslosen (1 Jahr+) liegt bei etwa 48 % und damit deutlich über dem OECD-Durchschnitt von 33 %. Die Erwerbsbeteiligungsquote der Frauen liegt bei etwa 61 % und ist damit eine der geringsten unter den OECD-Ländern – hinter Polen und der Slowakei. Die Lohnschere zwischen Frauen und Männern ist in Ungarn mit rund 5 % einer der geringsten unter den OECD-Ländern. Der Mindestlohn relativ zu Medianlohn liegt bei etwa 55 % und ist damit relativ hoch innerhalb der EU. Die Produktivitätsrate von Arbeitern ist in den letzten Jahren zurückgegangen, dieser Rückgang hatte Konsequenzen auf die Einkommensverteilung.

### Bildung
Ungarische Schüler schneiden bei den internationalen Schulleistungsuntersuchungen verglichen mit anderen OECD-Ländern schlecht ab. Zudem sind die Leistungsunterschiede zwischen den Schulen sehr groß – weit über dem OECD-Durchschnitt. Der Anteil der Lehrer in der Bevölkerung liegt deutlich über dem OECD-Durchschnitt. Viele haben keine Perspektive auf einen Arbeitsplatz. Zudem werden Lehrer auch sehr schlecht bezahlt – verglichen mit anderen OECD-Ländern. Der Anteil der Bevölkerung zwischen 24 und 35 Jahren mit tertiärem Bildungsabschluss liegt in Ungarn bei rund 20 % und dieser Wert ist einer der geringsten unter den OECD-Ländern – der OECD-Durchschnitt liegt bei 32 %.

### Öffentliche soziale Ausgaben
Seit der Finanzkrise von 2008 hat sich der Anteil der Beschäftigten im öffentlichen Sektor in Ungarn erhöht – so lag allein für das Jahre 2014 die Erhöhung bei ca. 125.000 Beschäftigten. Das trägt auch zum Wirtschaftswachstum bei. Die Staatsausgaben relativ zum BIP liegen bei etwa 50 % und damit weit über dem OECD-Durchschnitt von 45 %.